# Зимни олимпийски игри 2006
Двадесетите зимни олимпийски игри се провеждат в град Торино, Северна Италия от 10 до 26 февруари 2006 г. Те са вторите, организирани в Италия – през 1956 г. в Кортина д'Ампецо са проведени Осмите зимни олимпийски игри. А като цяло това е третият път в историята на тази страна, когато там се организират олимпийски игри – Италия организира и Летните олимпийски игри в Рим през 1960 г.
По време на игрите 20 000 доброволци (избрани от близо 40 000 желаещи) са назначени да помагат на атлетите, зрителите и журналистите и да подготвят местата за състезание.
Талисманите на игрите са Неве и Глиц (женска снежна топка и мъжко кубче лед).
Един от най-запомнящите се моменти е героичното представяне на китайската спортна двойка Чжан Дан и Чжан Хао. Въпреки че по време на волната програма при едно хвърляне състезателката пада много болезнено, изпълнението е продължено няколко минути по-късно. Съдиите не дисквалифицират двойката, а напротив – присъждат ѝ сребърен медал. Публиката приема решението с аплодисменти.

## Избор на домакин
Торино е избран да организира игрите през 1999 г., побеждавайки Сион в Швейцария с 53 на 36 гласа. Това става малко след като МОК приема нов метод на избиране по време на 108-ото си извънредно заседание във връзка със скандалите за корупция около гласуванията за олимпийските игри през 1998 и 2002 г. След като на членовете на МОК се забранява да посещават градовете кандидати (в интерес на намаляването на корупцията), 109-ият конгрес на МОК назначава специално тяло – Избирателна колегия, която да избере градовете финалисти измежду всички кандидати след финалните им презентации на конгрес на МОК; след като бъдат избрани градовете финалисти, едва тогава гласуват членовете на МОК. В Сеул измежду шест кандидатури Колегията избира само два града финалисти: Сион (Швейцария) и Торино; отпадат Хелзинки (Финландия), Попрад-Татри (Словакия), Закопане (Полша) и Клагенфурт (Австрия).
Изборът на Торино пред считания за фаворит Сион е изненадващ. Според твърдения в медиите изборът му се дължи на четири фактора: превъзхождащото по брой население на Торино (Торино е с население от почти милион души, а Сион – 27 000 души), уменията на преговарящия италиански екип, желанието на МОК да компенсира избирането на Атина пред Рим за домакин на летните олимпийски игри през 2004 г. и не на последно място, да си върнат на Швейцария за изиграната разобличителна роля от члена на МОК Марк Холдер в разкриването на скандала за корупция от 2002 г.

## Организация и строителство

### Обществени съоръжения
Построени са или са реконструирани 65 спортни съоръжения, различни инфраструктури, спортни селища за атлети и медии, и се изгражда транспортна инфраструктура. Общата стойност за построяването и усъвършенстването на инфраструктурата е над 2 млрд. евро.
Между най-важните спортни съоръжения са:
- Олимпийският стадион в Торино (Stadio Olimpico, бивш „Общински стадион“, Stadio comunale и сегашен Голям Олимпийски стадион Торино – Stadio Olimpico Grande Torino) – церимонии по откриване и закриване;
- 5 спортни зали (3 нови, 2 реконструирани):
  - Палавела (Palavela), построена през 1961 г. и преустроена от Гае Ауленти в периода 2003 – 2006 г., домакин на състезанията по шорттрек и фигурно пързаляне
  - Овал Лингото (Oval Lingotto), построена през 2005 г., състезания по бързо пързаляне с кънки
  - Торино Еспозициони (Torino Esposizioni), построен през 1939 г., състезания по хокей на лед
  - Леденият стадион на бул. Тацоли (Palasport Tazzoli), построен през 2005 г., тренировки по шорттрек и фигурно пързаляне
  - Паласпорт Олимпико (Palasport Olimpico), проектиран от Арата Исозаки през 2005 г., състезания по хокей на лед
- Торинската олимпийска арка (Arco olimpico di Torino), която свързва Олимпийското селище с Торино Лингото;
- Олимпийските селища на Торино, Бардонекия и Сестриере;
- Леденият стадион на Пинероло, преустроен и уголемен, състезания по кърлинг;
- Новият стадион в Торе Пеличе за хокей на лед;
- 12-те нови спомагателни лифта в Чезана Торинезе, Сан Сикарио (подселище на Чезана Торинезе), Сестриере, Бардонекия, Клавиере, Саузе д'Улкс и Лимоне Пиемонте;
- Стадионът за скокове от траплин (Stadio del Trampolino) на Пранджелато;
- Пистата за бобслей, спортни шейни и скелетон в Чезана Торинезе (единствената международна писта в Италия заедно с тази в Кортина д'Ампецо);

Най-важните ремонтни дейности по инфраструктурата са:
- Първата отсечка на Торинското метро, открита на 4 февруари 2006 г. За олимпийските игри гарите на Коленьо и Торино Порта Суза трябва да са свързани;
- Модернизацията и разширяването на 11-те междуградски и провинциални пътища, свързващи Торино с другите олимпийски селища, както и завършването на разклонението на Автомагистрала А5 към град Пинероло;
- Дългоочакваното превръщане на площад Сан Карло в Торино в пешеходен.

В града, от урбанистична гледна точка, най-важните разработки са „Палафуксас“ (Palafuksas) – стъклена сграда по проект на Масимилиано Фуксас, новата Градска галерия за модерно и съвременно изкуство (ГАМ Торино), Градската библиотека по дизайн на Марко Белини и страхотният проект на „Спина“, който ще се възстанови над два милиона кв. м благодарение на поставянето под земята на железопътните линии в града и преструктурирането на изоставените индустриални зони.

## Пътят на олимпийския огън
През ноември 2005 г. олимпийският факел е запален по традиция в Гърция. Преди да престигне в Италия огънят преминава и през Сан Марино, Австрия, Швейцария, Словения и Франция.
Факелът пристига в Торино един ден преди началото на игрите. Сред известните личности, носили огъня в града, са Фабио Капело и Сергей Бубка. От запалването си до края на олимпиадата огънят изминава 11 300 км. Пренасянето му е съпроводено само от един малък инцидент: на френско-италианската граница яростен демонстрант се опитва да го изгаси.

## Олимпийски проблеми

### Опасност от фалит
Финансовата ситуация по организирането на игрите постепенно става тежка, особено в края на 2005 г., главно заради факта, че в проектобюджета на Италия за 2006 г. не са включени обещаните от правителството 40 милиона евро за организирането им. Появява се опасност кризата да доведе Торино 2006 до обявяване на банкрут. Тревогите за предприемане на първи стъпки по обявяването на фалит се успокояват с одобряването от Организациония комитет на бюджета на 20 януари 2006, на срещата на борда, а италианското правителство обещава да покрие недостатъка.

### Строителство на метрото
Метрото е отворено по-късно от очакваното, само седмица преди откриването на игрите. Нарастват съмненията за функционалността на мрежата по време на игрите.

## България на олимпийските игри в Торино
България представя 21 спортисти, а цялата българска делегация наброява общо 53 души.
Български представители:
Биатлон: Екатерина Дафовска, Павлина Филипова, Ирина Никулчина, Радка Попова, Нина Кадева, Виталий Руденчик
Фигурно пързаляне: Албена Денкова и Максим Стависки, Иван Динев, Румяна Спасова и Станимир Тодоров
Шорттрек: Евгения Раданова
Ски алпийски дисциплини: Стефан Георгиев, Михаил Седянков, Деян Тодоров, Мария Киркова
Сноуборд: Александра Жекова
Ски бягане: Иван Баряков
Ски скок: Петър Фъртунов, Георги Жарков
Шейни: Петър Илиев
Единственият медал за България печели Евгения Раданова в дисциплината 500 м шорттрек – сребърен, оставайки втора след китайката Менг Ванг.

## Олимпийски селища
- Бардонекия
- Сестриере
- Торино

## Талисмани „Неве и Глиц“ и официално лого
Логото на Торино 2006 представлява силуета на кулата Моле Антолеана. Кристалната ѝ структура символизира вечния олимпийски дух и мрежата на новите технологии.
Неве и Глиц са талисманите на игрите. Неве представлява красива и елегантна снежна топка, а Глиц е живо кубче лед. Авторът на талисманите, португалският дизайнер Педро Албукерке, желае чрез тях да отрази духа на италианската олимпиада и живия дух на младото поколение.

## Медали
Общият брой на раздадените медали в Торино е 252. Всеки медал има кръгла форма с дупка по средата и тежи 450 грама. Златните медали от Олимпиадата всъщност са направени от сребро и 6-грамова златна обвивка. Този начин на изработка е приет, за да се намалят разходите.
Първенец по спечелени медали става Германия с общо 29 спечелени отличия, следват я САЩ с 25 и Австрия с 23. България се нарежда на 21-ва позиция с един сребърен медал в шорттрека. Общо 30 страни взимат медали от олимпиадата.
Медалите в Торино се раздават всяка вечер в центъра на града с празничен концерт и фойерверки.

### Спортисти с най-много златни медали
| Спортист     | Държава    | Дисциплина | Медали |
| ------------ | ---------- | ---------- | ------ |
| Михаел Грайс | Германия   | Биатлон    | 3      |
| Жин Сун-Ю    | Южна Корея | Шорттрек   | 3      |
| Ан Юн Су     | Южна Корея | Шорттрек   | 3      |

### Спортисти с най-много медали
| Спортист     | Държава    | Дисциплина              | Медали |
| ------------ | ---------- | ----------------------- | ------ |
| Синди Класен | Канада     | Бързо пързаляне с кънки | 5      |
| Ан Юн Су     | Южна Корея | Шорттрек                | 4      |

### Държави с най-много медали
| Място | Държава     | Злато | Сребро | Бронз | Общо |
| 1     | Германия    | 11    | 12     | 6     | 28   |
| 2     | САЩ         | 9     | 9      | 7     | 25   |
| 3     | Австрия     | 9     | 7      | 7     | 23   |
| 4     | Русия       | 8     | 6      | 8     | 22   |
| 5     | Канада      | 7     | 10     | 7     | 24   |
| 6     | Швеция      | 7     | 2      | 5     | 14   |
| 7     | Южна Корея  | 6     | 3      | 2     | 11   |
| 8     | Швейцария   | 5     | 4      | 5     | 14   |
| 9     | Италия      | 5     | 0      | 6     | 11   |
| 10    | Франция     | 3     | 2      | 4     | 9    |
|       | Нидерландия | 3     | 2      | 4     | 9    |
| 21    | България    | 0     | 1      | 0     | 1    |

## Мото на олимпиадата
Passion lives here (Страстта живее тук).

## Допинг
На игрите в Торино е проведен най-строгият допинг контрол в историята на олимпийските игри. Първият спортист, хванат с допинг малко преди игрите, е Армандо душ Сантуш (бобслей). В кръвта му е открит анаболния стероид нандролон.
Първият допинг скандал по време на олимпиадата е на 16 февруари, когато руската биатлонистка Олга Пильова е хваната със забраненото вещество карфедон. Сребърният медал, който тя е спечелила, ѝ е отнет. Пильова получава и 6 г. наказание да не участва на професионални състезания.
На 18 февруари хората от антидопинг контрола провеждат голямо среднощно претърсване на квартирата на австрийските състезатели по ски бягане и биатлон. Причината е, че бившият австрийски треньор Валтер Майер е нарушил забраната да общува и влезнал в професионален контакт със спортната делегация на Австрия. Валтер Майер има наказание от МОК да не практикува такава дейност поради потвърдените обвинения, че като спортен лекар той е давал на спортистите да приемат забранени вещества с цел постигане на високи постижения.

## Критика и проблеми
Игрите в Торино са всекидневно критикувани от медиите по време на провеждането им. Един от най-често изтъкваните проблеми е влошеният транспорт в града.
Един от големите проблеми на организацията е, че медалите в някои спортове не се раздават в центъра на Торино пред голяма публика и с фойерверки, а на съвсем друго място. Някои спортисти са наградени пред почти никаква публика и в неприятна атмосфера, а други – на специален концерт пряко по телевизията.
Голям проблем в Торино се оказва и лошото време в някои дни от надпреварата, което довежда до множество прекъсвания и отменяния на състезанията по ски алпийски дисциплини.

## Селища
| - Олимпийски райони - Торино - Бардонекия - Чезана-Сан Сикарио - Пинероло - Праджелато - Саузе д'Улкс - Сестриере |  | - Официални олимпийски тренировъчни бази - Киомонте - Клавиере - Прали - Планинска тренировъчна олимпийска база - Торе Пеличе |

## Спортни събития
- Ски алпийски дисциплини
- Биатлон
- Бобслей
- Ски бягане
- Кърлинг
- Фигурно пързаляне
- Ски свободен стил
- Хокей на лед
- Пързаляне с едноместна шейна
- Северна комбинация
- Шорттрек
- Скелетон
- Ски скокове
- Сноуборд
- Бързо пързаляне с кънки